# Phyllonorycter parvifoliella
Phyllonorycter parvifoliella là một loài bướm đêm thuộc họ Gracillariidae. Nó được tìm thấy ở Pháp và Bồ Đào Nha.
Ấu trùng ăn Adenocarpus complicatus. Chúng ăn lá nơi chúng làm tổ. They create an upper-surface tentiform mine that causes the leaf to contract strongly upwards. Mined leaves are completely eaten out và become whitish. Pupation takes place withtrong mine.